# رياض البندك
رياض البندك هو “رياض بن عيسى بن باسيل البندك”، ملحن وموسيقار فلسطيني من مدينة بيت لحم في فلسطين ولد 4 يوليو عام 1924  وتوفي في دمشق بتاريخ 7 فبراير 1992. بدأت المحطة الأولى في حياة رياض البندك في بيت لحم، حيث سكنت عائلته وعملت كما كانت محل أشغالها، والده هو السيد عيسى البندك صاحب جريدة صوت الشعب والذي كان أيضُا رئيس بلدية بيت لحم.عرف عنه حبه للصحافة أيضا وعمل فيها مع أخيه ‹يوسف البندك›. لحن لكبار الفنانين مثل وديع الصافي وماري جبران وربى الجمال، وقد أعجب بفنه الموسيقار محمد عبد الوهاب ورياض السنباطي الذي علق بقوله على لحن يا «عيني عالصبر»:إن هذا اللحن بمثابة مدرسة فنية كاملة. 
وقد لحن بالإضافة لكل من ذكر أعلاه لنصري شمس الدين، ملحم بركات، جورج وسوف، نهاد طربيه، فهد بلان واكتشاف صوت المطربة فاتن الحناوي شقيقة مطربة الجيل ميادة الحناوي حيث لحن لها «يا من سقانا»، الذي نالت الجائزة الأولى في مهرجان تونس الغنائي عام 1967. وكان من أول من ساعد المطربة فايزة أحمد إلى النجاح.
في عام 1945 قام بتلحين أول أغنية له وهي بعنوان «تحية عرب فلسطين إلى أرض الكنانة». بدايته التي اختلطت بالاضطرابات السياسية التي شهدتها البلاد، وبهذا انتقل إلى العاصمة السورية دمشق وكانت بعد ذلك مرقده الأخير أيضًا، قد أشرف هناك على القسم الموسيقي في إذاعة دمشق.
اتصف البندك بالمرونة ولم يلتزم في أعماله، فبرع في التأليف الأغاني والأناشيد كما في موهبة التلحين. وقد كان من أهم أعماله الفنية التي وضع فيها أكبر قدر من خبرته الفنية سيمفونية «من تشرين إلى فلسطين» التي بدأ بكتابة افتتاحيتها عام 1976 وانتهى منها في العام 1989.
كانت رسالة رياض للفن: «ان تصبح الموسيقى الشرقية عالمية، يسمعها القريب والبعيد من مشارق الأرض ومغاربها فيطرب لها كما نطرب نحن للموسيقى الغربية».

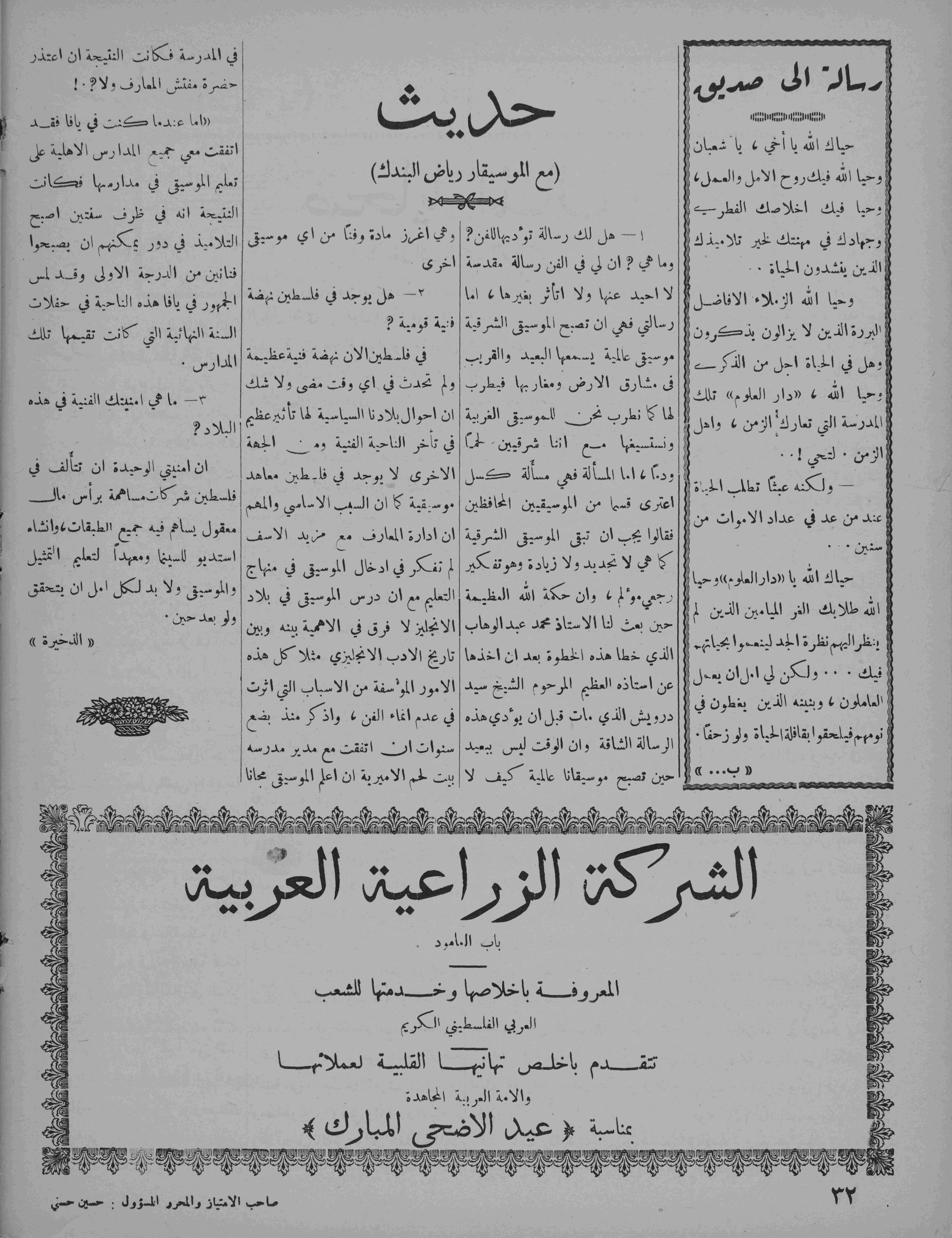
محادثة مع الموسيقار رياض البندك حول حياته العملية من نقطة انطلاقه

## وصلات خارجية
- دنيا الرأي - اذاعة القدس مع يحيى اللبابيدى ورياض البندك بقلم: وجيه ندى - تاريخ النشر: 1/ 7/ 2010